# Maerten Boelema de Stomme

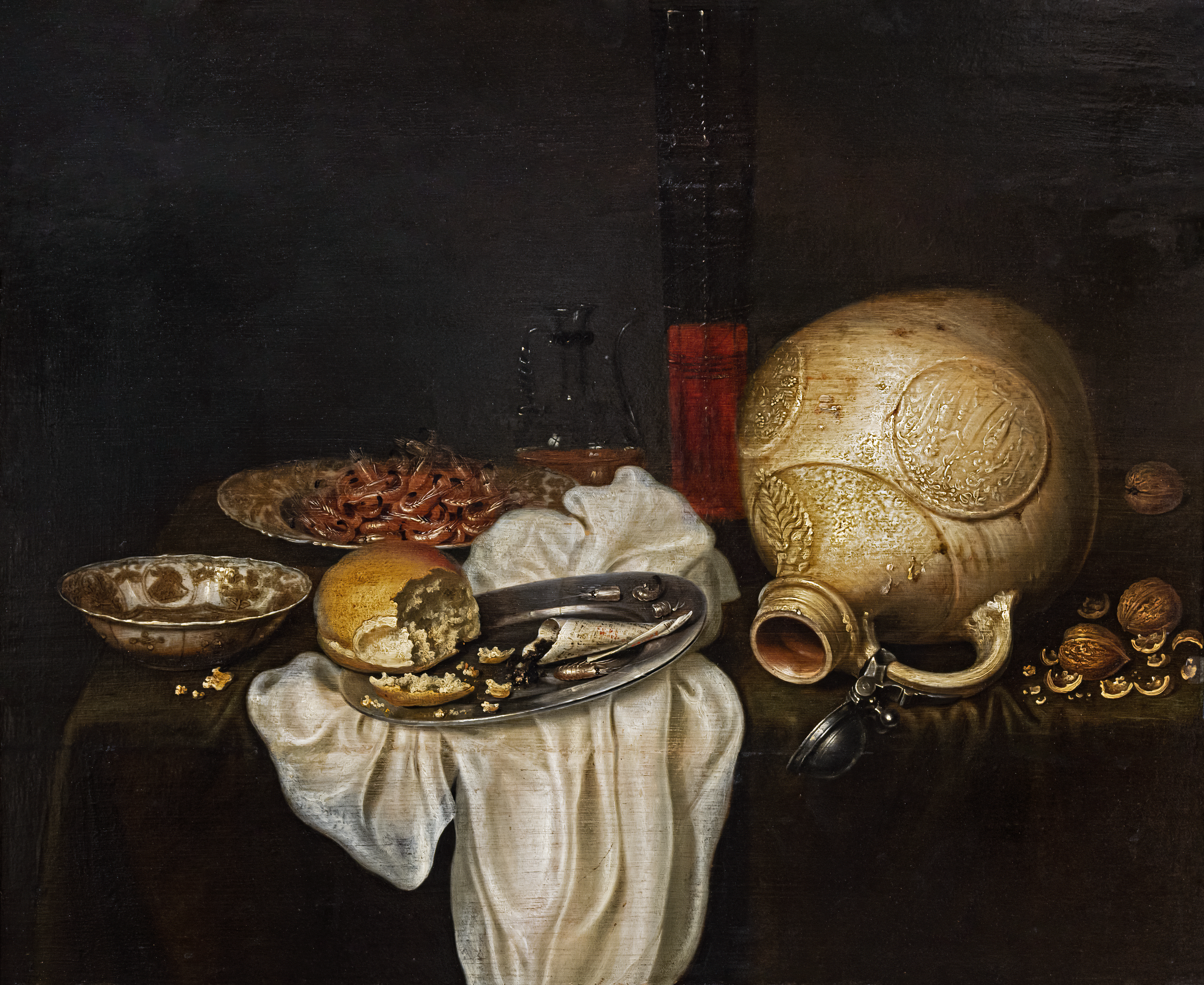
Stillleben von Maerten Boelema de Stomme

Maerten Boelema de Stomme (* Februar 1611 in Leeuwarden; † nach 1644) war ein bedeutender Maler des Niederländischen Goldenen Zeitalters und Schüler von Willem Claeszoon Heda.
Boelema nannte sich selbst „de Stomme“, da er selbst gehörlos war. Er war vorwiegend auf Stillleben spezialisiert, in welchen er gern große Römer mit Weißwein, perlmuttverzierte Messergriffe, geschälte Zitronen und Nüsse malte. Meist sind diese Gegenstände auf einer Silberplatte oder direkt auf einer Steinplatte dargestellt, welche oft mit einem weichen grünen oder altrosa Stoff mit Goldfransensaum verziert ist.